# Peter Cochran (político)
Peter Lachlan Cochran (Albury, 28 de enero de 1945) es un expolítico australiano. Fue miembro del Partido Nacional de Australia - NSW por la región de Monaro en la Asamblea Legislativa de Nueva Gales del Sur de 1988 a 1998. En los últimos años ha sido conocido por su continua presión para mantener a los caballos salvajes (conocidos como brumbies en Australia) dentro del Parque Nacional Kosciusko.
Cochran nació en Albury, en Nueva Gales del Sur. Se alistó en el ejército en 1965 y fue enviado a Vietnam en 1969, regresando en 1970. Dejó la fuerza principal en 1972, y fue reservista entre 1977 y 1979. Encargado como Juez de Paz, cultivaba cerca de Adaminaby. Tras dejar las fuerzas armadas, se involucró activamente en el Partido Nacional.
En 1987 se presentó sin éxito como candidato nacional para el escaño federal de Eden-Monaro, pero quedó tercero después del diputado laborista Jim Snow y del candidato liberal David Evans, obteniendo el 16,4% de los votos. Sin embargo, tuvo un gran crecimiento con respecto a su resultado de 1984, del 3,9%. En 1988, Cochran fue seleccionado como el candidato de los Nacionales para la sede estatal de Monaro. Cochran derrotó al miembro en funciones John Akister y también frustró el intento al Partido Liberal de ganar el escaño. En el parlamento era conocido por oponerse a la creación de nuevos parques nacionales y por apoyar al grupo de presión de las "cuatro ruedas " para acceder a los ya existentes. Fue reelegido en 1991 y 1995, incluso cuando su coalición había perdido el gobierno. Renunció al Parlamento el 26 de octubre de 1998, poco antes de las elecciones de 1999.
En 2001, Cochran regresó a la política como candidato independiente para el escaño federal de Eden-Monaro, uno de los varios independientes que se postularon en esa elección. Quedó en tercer lugar después de los candidatos liberal y laborista, con un 8,2% de los votos.
Hacia 2018, Cochran se dedica a realizar caminatas comerciales a caballo a través del Parque Nacional Kosciuscko. Ha estado presionando para que los brumbies permanezcan en el parque. Sospechas recayeron sobre él en mayo de 2018 tras descubrirse una donación suya por más de 10000 AUD al líder nacional John Barliaro, quien había presentado un proyecto de ley que daba a los brumbies de Nueva Gales del Sur importancia patrimonial. Cochran también afirmó haber participado de la elaboración de la legislación, causando fuerte controversia debido al conflicto de intereses que rodea a su negocio, para lo cual pretende que los brumbies sean mantenidos dentro del Parque Nacional Kosciuscko.